# Михеев, Михаил Алексеевич
Михеев, Михаил Алексеевич (1935, Урмандеево, Аксубаевский район, Татарская АССР — 2006, Нерюнгринский район, Якутия) — бригадир комплексной бригады строительного управления «Углестрой — 13» комбината «Якутуглестрой», Герой Социалистического Труда (1984).

## Биография
Родился в 1935 году в селе Урмандеево Татарской АССР. По национальности — чуваш. Получил неполное среднее образование в Аксубаевской средней школе.

### Политическая деятельность
Был депутатом городского Совета Нерюнгри, в 1989 году был избран депутатом Верховного Совета СССР.

## Награды
- Золотая медаль «Серп и молот» Героя Социалистического Труда
- Три ордена Ленина
- Орден Октябрьской Революции
- Медаль «В ознаменование 100-летия со дня рождения Владимира Ильича Ленина»
- «Заслуженный работник Татарской АССР».
- Заслуженный строитель РСФСР
- Почетный гражданин Нерюнгринского района (1985)[4].